# 913
Раннє Середньовіччя •  Епоха вікінгів •  Золота доба ісламу •  Реконкіста

## Геополітична ситуація
У Візантії завершилося правління Александра, розпочалося правління Костянтина VII Багрянородного. На підконтрольних франкам теренах існують Західне Франкське королівство, Східне Франкське королівство, Італійське королівство, Бургундія. Північ Італії належить Італійському королівству під владою франків, середню частину займає Папська область, герцогства на південь від Римської області незалежні, деякі області на півночі та на півдні належать Візантії, інші окупували сарацини. Піренейський півострів, окрім Королівства Астурія та Іспанської марки, займає Кордовський емірат. Північну частину Англії захопили дани, на півдні править Вессекс. Існують слов'янські держави: Перше Болгарське царство, Богемія, Моравія, Приморська Хорватія, Київська Русь. Паннонію окупували мадяри.
Аббасидський халіфат очолив аль-Муктадір, халіфат втрачає свою могутність. У Китаї триває період п'яти династій і десяти держав. Значними державами Індії є Пала, Пратіхара, Чола. В Японії триває період Хей'ан. На північ від Каспійського та Азовського морів існує Хозарський каганат.
Територію лісостепової України займає Київська Русь. У Північному Причорномор'ї співіснують різні кочові племена, зокрема хозари, алани, тюрки, угри, печеніги, кримські готи. Херсонес Таврійський належить Візантії.

## Події
- Почалося правління Костянтина Багрянородного у Візантії. Патріарх Миколай Містик відсторонив від регентства його матір Зою, але вона відновила свою владу наступного року.
- Болгарський князь Симеон I підійшов під стіни Константинополя. Миколай Містик пообіцяв йому одруження василевса Костянтина з його донькою і титул царя Болгарії, тоді як Симеон вимагав титул василевса ромеїв.
- Фатіміди з Іфрикії здійснили невдалу спробу захоплення Єгипту.
- Аглабіди вибили фатімідів із Сицилії й напали на міста Іфрикії.
- Кордовський емірат відновив контроль над Севільєю.
- Мадяри здійснили перший похід на Лотарингію.
- Розпочався понтифікат Ландона.
- Перша згадка про місто Кассель.